# David Bielmann
David Bielmann (* 28. Juni 1984 in Rechthalten) ist ein Schweizer Schriftsteller, der auch unter dem Pseudonym Pierre Paillasse schreibt.

## Leben
David Bielmann studierte von 2004 bis 2010 Germanistik und Geschichte an der Universität Freiburg. Seit 2008 arbeitet er als Lehrer an der Berufsfachschule in Freiburg. Er lebt in Rechthalten.

## Werk
Für seinen Debütroman Flucht eines Toten erhielt David Bielmann 2010 den Literaturpreis der Universität Freiburg, die SRF-Literaturkritikerin Luzia Stettler bezeichnete den Roman als «sehr originell, eine spannende Odyssee».
Der Roman Freedom Bar wurde 2016 mit der Lesefieber Feder ausgezeichnet, einem unabhängigen Literaturpreis der Buchkritikerin Manuela Hofstätter für das Buch des Jahres.
Unter dem Pseudonym Pierre Paillasse schrieb David Bielmann verschiedene literarische Texte, die sich im Umfeld des Eishockeyclubs HC Freiburg Gottéron abspielen, unter anderem die Romane Gastspiel und Der Besuch der Russin.

## Werke

### Romane
- Flucht eines Toten. WOA Verlag, Zürich 2011, ISBN 978-3952365724
- Freedom Bar. Riverfield Verlag, Basel 2016, ISBN 978-3952452349
- Im Schatten der Linde. Zytglogge Verlag, Basel 2018, ISBN 978-3729609815
- Die Leserin. Riverfield Verlag, Basel 2019, ISBN 978-3952490662
- Angelina – Verlorene Familie. Zytglogge Verlag, Basel 2023, ISBN 978-3729651340

### Romane unter dem Pseudonym Pierre Paillasse (Auszug)
- Gastspiel. WOA Verlag, Zürich 2013, ISBN 978-3952365779
- Liga der Mörder. WOA Verlag, Zürich 2013, ISBN 978-3952365786
- A guichets fermés. Faim de Siècle, Fribourg 2016, ISBN 978-2-940422-52-4 (französisch)